# Vizcondado de Turenne

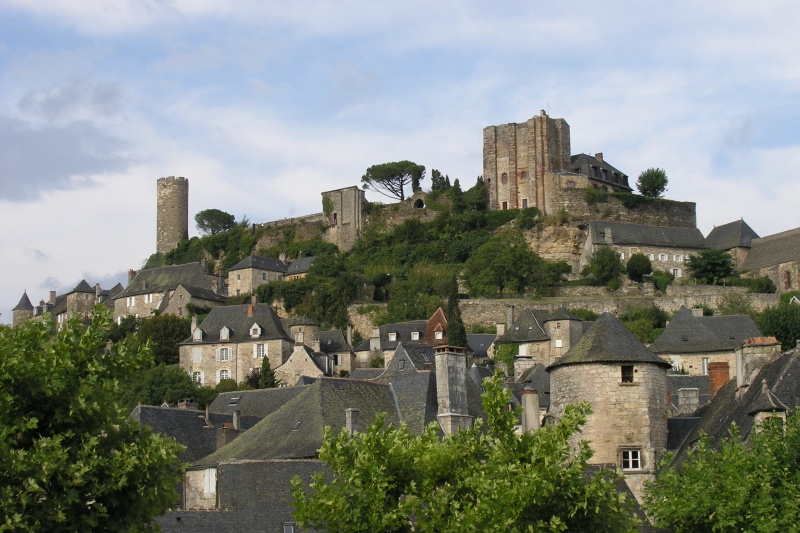
El castillo de Turenne

El vizcondado de Turenne fue un vizcondado situado en el Bajo Lemosín, cuya capital era la villa de Turenne. 
- Bajo la Revolución Francesa, a fin de cumplir un decreto de la Convención, la comuna cambió de nombre para llamarse Mont Franc.

## Historia
Los primeros señores de Turenne aparecieron en el siglo IX (823). Convertido en un verdadero Estado feudal como consecuencia de las cruzadas y en uno de los mayores feudos de Francia en el siglo XIV, el vizcondado de Turenne gozó desde la Edad Media hasta el siglo XVIII de una autonomía completa. Hasta 1738, los vizcondes, sometidos a un simple homenaje de honor hacia el rey y exentos de impuestos, obran como verdaderos soberanos: reúnen Estados Generales, perciben impuestos, acuñan moneda, ennoblecen. El vizcondado formó un Estado dentro del Estado. Así, cuando el rey prohibió en el reino el cultivo del tabaco, introducido en Aquitania en 1560, esta resolución no se aplicó en el vizcondado donde, al contrario, se intensificó.

## Vizcondes de Turenne
Se sucedieron cuatro dinastías vizcondales. 
- Del siglo IX al siglo XIII, los Comborn, originarios del valle de Vézère, que participaron activamente en las cruzadas y en las guerras anglofrancesas, obtuvieron privilegios exorbitantes de los reyes de Francia. Después, durante la primera mitad del siglo XIV, el vizcondado fue tomado por los Cominges, grandes feudales pirenaicos, antes de ser cedido, durante noventa y cuatro años, a los
- Roger de Beaufort, de los que salieron dos papas de Aviñón, Clemente VI y Gregorio XI. Esta familia dio dos vizcondes: Guillermo III Roger de Beaufort, Raimundo de Turenne; y dos vizcondesas: Antonieta de Turenne y Leonor de Beaujeu. A continuación,
- de 1444 a 1738, el vizcondado se convirtió en posesión de la familia de los La Tour d'Auvergne. En su apogeo, Enrique de la Tour d'Auvergne, correligionario y acompañante de armas del rey Enrique IV, se convirtió en duque de Bouillon y príncipe de Sedán. Su hijo Enrique, mariscal de Francia, recibió el apodo de «grande Turenne».

- Datos: Q632634